# Leonard Smrček
Leonard Smrček (29. prosince 1915 Budišov – 23. června 1941 Nieuwe Niedorp, Nizozemsko) byl český voják.

## Biografie
Leonard Smrček se narodil v roce 1915 v Budišově, jeho otec byl krejčím. Navštěvoval obecnou školu v Budišově a roku 1936 odmaturoval na reálném gymnáziu ve Velkém Meziříčí. V červnu téhož roku vstoupil dobrovolně do československé armády, nastoupil do letky v Prostějově a následně zkráceně absolvoval Vojenskou akademii v Hranicích, kde byl povýšen do hodnosti poručíka. V srpnu absolvoval a byl zařazen do leteckého pluku v Hradci Králové. Působil s ním i jeho spolužák z gymnázia František Doležal. V srpnu roku 1939 odešel na Slovensko, pak do Maďarska, do Jugoslávie a do Řecka. Následně pak doplul do Francie, kde byl v únoru přiřazen do letectva československé armády. Po kapitulaci Francie odešel do Velké Británie, kde působil od července roku 1940 jako radiotelegrafista u 311. československé bombardovací perutě.
Zemřel v červnu 1941 po sestřelení letadla při návratu na základnu, letadlo spadlo nedaleko farmy v obci Nieuwe Niedorp. Pád letadla přežil pouze jediný z letců, a to Vilém Bufka, kterému se podařilo vyskočit.
Během druhé světové války byla rodina Leonarda Smrčka perzekvována, v září roku 1942 zatklo gestapo otce, matku i sestru Leonarda Smrčka. Otec byl uvězněn v Kounicových kolejích v Brně, matka a sestra byly uvězněny ve Svatobořicích.
V roce 1946 byl in memoriam povýšen na kapitána a roku 1991 na podplukovníka. Jeho hrob je umístěn na místě, kam dopadlo letadlo, hrob byl obnoven v roce 1989 a následně znovu odhalen v roce 1990. Jeho jméno je také uvedeno na památníku letcům v Runnymede, na pomníku obětem druhé světové války v Prostějově, na pomníku obětem války v rodném Budišově a na pomníku obětem v Praze 6. Po válce byl vyznamenán Československým válečným křížem 1939 a Československou medailí Za chrabrost. V roce 2016 si v rodném Budišově občané připomněli 75 let od posledního letu Leonarda Smrčka, účastnil se i Emil Boček, Pavel Vránský nebo Libor Štefánik. Byla také uvedena výstava o letci v Budišově a také byla představena kniha "S Royal Air Force nad Evropou", která se zabývá osudy Leonarda Smrčka a dalších letců z Vysočiny.
V roce 2021 byl vyproštěn sestřelený letoun u vesnice Nieuwe Niedorp, postupně byly také kosterní ostatky letců shromážděny a bylo rozpoznáno, že patři celkem pěti letcům. Dne 22. června 2022 proběhl pohřeb na nizozemském válečném hřbitově.
Přátelil se i s letcem Františkem Horkým, který pocházel z blízkého Hodova.